# Rubus coriaceus
Rubus coriaceus là loài thực vật có hoa trong họ Hoa hồng. Loài này được Poir. miêu tả khoa học đầu tiên năm 1804.